# Estancia Jesuítica Caroya
La Estancia Jesuítica de Caroya fue uno de los establecimientos rurales que poseyeron los jesuitas en la provincia de Córdoba, Argentina. Está ubicada en el límite oeste de la localidad de Colonia Caroya. 
Junto a las estancias de Santa Catalina, Jesús María, La Candelaria y Alta Gracia, y a la denominada Manzana Jesuítica de la ciudad de Córdoba, fue declarada Patrimonio de la Humanidad por la UNESCO el 29 de noviembre del año 2000.

## Historia
La estancia fue la primera organizada por la Compañía de Jesús en 1555.
En 1690 fue adquirida por el Presbítero Ignacio Duarte y Quirós, fundador del Real Colegio Convictorio de Nuestra Señora de Monserrat, quien logró transformarla en una pródiga tierra con producción de maíz y trigo, donándola luego al establecimiento educativo para ayudar a mantener el colegio y como residencia de vacaciones de los internados. 
Entre 1816 y 1934 fue sede de la primera fábrica de armas blancas durante la Guerra de la Independencia Argentina, abasteciendo de las puntas de bayoneta para el Ejército del Norte.
En 1854 pasó a ser propiedad del estado nacional que en 1876 dispone albergar a inmigrantes friulanos. En 1878, los nuevos colonos ya instalados en los cuartos de la estancia comienzan a organizar la actual Colonia Caroya en las inmediaciones del casco.

## La estancia

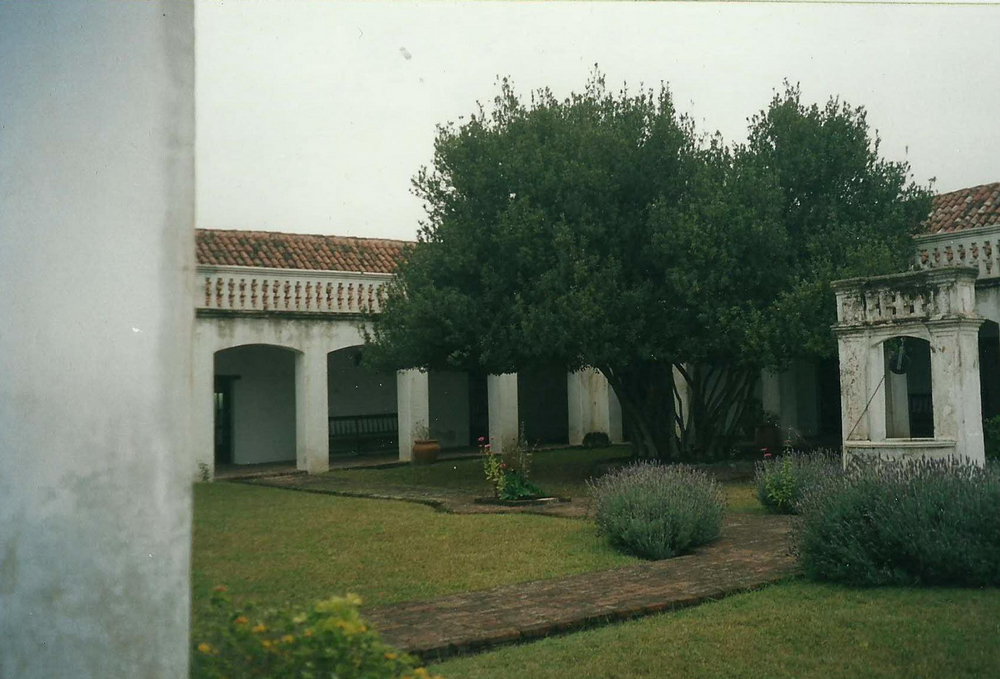
Patio central interior, con aljibe.

El conjunto edificado de la Estancia Caroya conserva la estructura colonial original con modificaciones realizadas a comienzos del siglo XIX.
Además de la residencia principal se encuentran la capilla, el perchel, el tajamar, los restos del molino y las acequias, y el área dedicada a la quinta. Su estructura edilicia muestra rasgos arquitectónicos propios de los siglos XVII, XVIII y XIX, marcados por las distintas etapas de utilización de la casa.
La capilla data del siglo XVII, posee paredes de piedra y una imagen de la Virgen de Monserrat en el altar.
Por los inicios de la década del 1960, la estancia de Caroya se encontraba ocupada por veinticinco familias que vivían allí tipo "conventillo". El edificio de tipo cuadrado con un patio interior (claustro) se encontraba en pésimas condiciones e incluso un lado, justamente el que contiene a la capilla se había demolido.
Muchos años después, por gestiones de activos gobernadores de Córdoba, la estancia fue restaurada y el edificio puesto como en sus mejores épocas (S-XIX), abrió entonces sus puertas a visitantes y turistas, y si bien varias aplicaciones le dieron, la más frecuente fue la de cobijar en sus alas el arte friulano, fruto de la inspiración de los vecinos de Jesús María, de Colonia Caroya y de la Colonia Tirolesa.
Esta estancia, en donde Fray Luis Beltrán inició las actividades de la primera fábrica de armas blancas, conforma con otras dos estancias jesuíticas, San Isidro el Labrador en Jesús María y Santa Catalina en Ascochinga; más la Posta de Sinsacate (actual museo del Brigadier General D. Facundo Quiroga, a una legua de Jesús María por el camino real, vieja Ruta Nacional 9), una de las áreas de mayor interés cultural y turístico de la República Argentina. 
Muy próximo a esta área y casi integrada a ella está Barranca Yaco, donde fue asesinado Facundo Quiroga, el Valle de Ongamira y el Cerro Colorado, con sus cuevas y pinturas rupestres.  La Colonia Caroya y sus viejas bodegas, sus museos y sus más viejos sótanos, donde estacionan sus famosos fiambres.